# География Ростова-на-Дону
Город Ростов-на-Дону является в настоящее время одним из крупных городов России, расположенным на юго-востоке Восточно-Европейской равнины.

## География Ростова-на-Дону

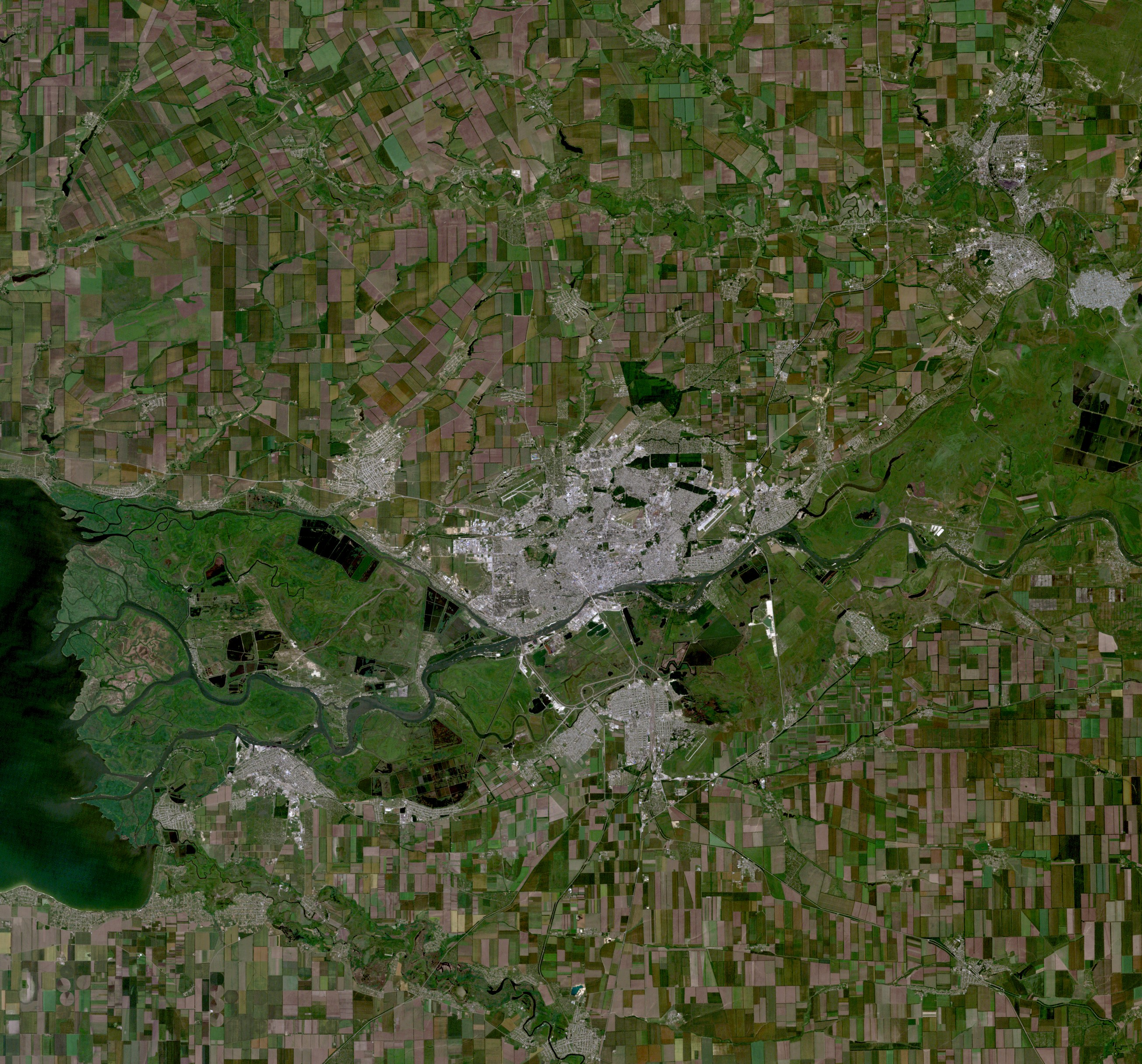
Ростов-на-Дону (в центре) и его окрестности, космический снимок LandSat-5, 10 июня 2010

География Ростова-на-Дону тесно связана с рекой Дон, Азовским морем, древними поселениями на этой территории, которые археологи датируют ещё эпохой меднокаменного века. Интерес людей к этим землям объясняет именно география. Ростов расположен на берегах реки Дон, причем основная его часть лежит на правом берегу.
Ростов-на-Дону занимает территорию 354 кв. км, население города — свыше 1,103 млн человек. Город находится на расстоянии 1092 км от Москвы в центре транспортных магистралей, обеспечивающих выход к пяти морям — Чёрному, Азовскому, Каспийскому, Балтийскому, Белому — и непосредственные контакты со всей Европейской частью СНГ и Закавказьем, а также Средиземноморьем и Ближним Востоком. В городе действует международный аэропорт с пассажирооборотом 4,5 млрд пассажирокилометров.
Чуть больше сорока километров отделяют город от Азовского моря, тем самым Ростов имеет выход к пяти морям: Азовскому, Каспийскому, Чёрному.

## История
В эпоху ледникового периода здесь паслись огромные стада мамонтов, бизонов и носорогов, климат был очень мягким, и люди очень охотно селились здесь. В более позднее время здесь очевидно располагалось поселение арийцев, после которых остались следы огромнейших крепостных сооружений.
В годы правления Петра I эти места привлекли внимание императора, так как здесь можно было очень удобно разместить крепость для защиты от набегов турок и татар Крыма. Вполне возможно, крепостные стены были бы воздвигнуты ещё тогда, но планам самодержца помешал Прутский договор.
Только в 1749 году здесь появилась таможня, а спустя ещё 12 лет — крепость Дмитрия Ростовского. Она была важным стратегическим пунктом, но после присоединения Крыма потеряла свою значимость, так как более важную роль стал играть порт Таганрог. Интересно, что после переселения на эти земли в 1779 году крымских армян, здесь появился город Нор-Нахичеван (Нахичевань-на-Дону), вокруг бывшей крепости образовалось пять поселений.
В 1807 году бывшая крепость стала уездным городом, а чуть позже и получила официальное название Ростов-на Дону. Тогда же город стал динамично развиваться как торговый центр, благо это позволяла его география. Ростов славился своими ярмарками, тут пересекались пять крупнейших дорог (трактов): Черноморский, Кавказский, Харьковский, Бахмутский, Одесский. Здесь был крупный порт, куда приходили персидские, греческие, турецкие, армянские, итальянские, русские суда.
Ещё с XIX века за городом закрепилось звание «ворота Северного Кавказа», поскольку в то время не было других железнодорожных путей для транспортировки пассажиров и грузов в южном направлении, кроме тех, что проходили через Ростов. И теперь через Ростов-на-Дону проходят транспортные автомобильные и железнодорожные магистрали, имеющие важное федеральное значение.
География Ростова-на-Дону как современного города складывается из особенностей его расположения. В настоящее время он является центром Южного федерального округа, связан с важнейшими регионами РФ трассами федерального значения. Именно в нём концентрируется ядро индустриального и образовательного потенциала Юга России. Среди занимательных фактов можно отметить тот, что в этом городе через Ворошиловский мост проходит один из вариантов географической границы, разделяющей Европу и Азию. То есть география Ростова-на Дону как бы подчеркивает особую значимость этого города в истории не только нашей страны, но и всего континента.